# Kristi Myst
Kristi Myst (születési neve Jeanette Dollar) (Solvang, Kalifornia, 1973. december 25. –) amerikai pornószínésznő.
1995-ben kezdett szexfilmekben szerepelni.
2001-ben otthagyta a pornó karrierjét, gyermekét neveli.

## Válogatott filmográfia
| - Dysfunctional Family Values (2001) (V) - Blonde Buttfuck Bitches (2001) (V) - Zupko: The Lost Tapes (2001) (V) - Extremely Yours, Kristi Myst (2001) (V) - Domina's Daydream (2001) (V) - Glam (2001) (as Kristy Mist) - The Abyss (2001) (V) - Bound by Blood (2001) (V) - Bus (2001) (V) - Cream Facials 10 (2001) (V) | - Curtain Call (2001) (V) - A Devil's Tail (2001) (V) - Do You Kiss Your Mother with That Mouth? (2001) (V) - Fuck My Ass Please 5 (2001) (V) - Fuck Pigs 5 (2001) (V) - Parental Advisory (2001) (V) - Sexy Sorority Initiations 4 (2001) (V) - Together Forever (2001) (V) - XXX 2: Predators and Prey (2001) (V) - In the Days of Whore (2000) (V) |